# مدرسه تن‌بریج
مدرسه تن‌بریج (انگلیسی: Tonbridge School) یک مدرسه مستقل روزانه و شبانه‌روزی برای پسران در تن‌بریج، کنت، انگلستان است که در سال ۱۵۵۳ تأسیس شد.
در حال حاضر حدود ۸۰۰ پسر ۱۳ تا ۱۸ ساله در این مدرسه مشغول تحصیل هستند.